# Kreis Dombóvár
Der Kreis Dombóvár (ungarisch Dombóvári járás) ist ein Kreis im Süden des südungarischen Komitats Tolna. Er grenzt im Norden und Osten an den Kreis Tamási. Im Süden bildet der Kreis Hegyhát (Komitat Baranya) die Grenze und im Westen der Kreis Kaposvár (Komitat Somogy).

## Geschichte
Der Kreis ging während der ungarischen Verwaltungsreform Anfang 2013 unverändert aus dem gleichnamigen Kleingebiet (ungarisch Dombóvári kistérség) hervor.

## Gemeindeübersicht
Der Kreis Dombóvár hat eine durchschnittliche Gemeindegröße von 1.950 Einwohnern auf einer Fläche von 31,81 Quadratkilometern. Die Bevölkerungsdichte des Kreises liegt gering über dem Komitatswert von 60 Einwohnern/km². Der Kreissitz befindet sich in der einzigen Stadt, Dombóvár, im Süden des Kreises gelegen.
| 16 Gemeinden   | Status   | Herkunft Kleingebiet | Einwohnerzahl | Einwohnerzahl | Einwohnerzahl | Fläche (km²) | Bevölkerungs- dichte (Ew./km²) |
| 16 Gemeinden   | Status   | Herkunft Kleingebiet | 01.10.2011    | 01.01.2013    | 01.01.2016    | 01.01.2016   | Bevölkerungs- dichte (Ew./km²) |
| -------------- | -------- | -------------------- | ------------- | ------------- | ------------- | ------------ | ------------------------------ |
| Attala         | Gemeinde | Dombóvár             | 858           | 837           | 817           | 20,64        | 39,6                           |
| Csibrák        | Gemeinde | Dombóvár             | 300           | 294           | 292           | 14,62        | 20,0                           |
| Csikóstőttős   | Gemeinde | Dombóvár             | 864           | 852           | 799           | 17,70        | 45,1                           |
| Dalmand        | Gemeinde | Dombóvár             | 1.274         | 1.259         | 1.210         | 48,77        | 24,8                           |
| Dombóvár       | Stadt    | Dombóvár             | 19.010        | 19.067        | 18.461        | 78,48        | 235,2                          |
| Döbrököz       | Gemeinde | Dombóvár             | 2.033         | 2.026         | 1.961         | 43,13        | 45,5                           |
| Gyulaj         | Gemeinde | Dombóvár             | 986           | 1.048         | 995           | 70,82        | 14,0                           |
| Jágónak        | Gemeinde | Dombóvár             | 238           | 257           | 257           | 15,40        | 16,7                           |
| Kapospula      | Gemeinde | Dombóvár             | 929           | 901           | 840           | 19,80        | 42,4                           |
| Kaposszekcső   | Gemeinde | Dombóvár             | 1.508         | 1.504         | 1.493         | 15,62        | 95,6                           |
| Kocsola        | Gemeinde | Dombóvár             | 1.318         | 1.303         | 1.266         | 33,34        | 38,0                           |
| Kurd           | Gemeinde | Dombóvár             | 1.219         | 1.182         | 1.092         | 31,19        | 35,0                           |
| Lápafő         | Gemeinde | Dombóvár             | 168           | 169           | 164           | 9,31         | 17,6                           |
| Nak            | Gemeinde | Dombóvár             | 589           | 602           | 578           | 27,78        | 20,8                           |
| Szakcs         | Gemeinde | Dombóvár             | 894           | 880           | 811           | 55,79        | 14,5                           |
| Várong         | Gemeinde | Dombóvár             | 143           | 152           | 156           | 6,63         | 23,5                           |
| Kreis Dombóvár |          |                      | 32.331        | 32.333        | 31.192        | 509,02       | 61,3                           |